# Topsportcentrum Almere
Koordinaten: 52° 20′ 29″ N, 5° 9′ 36″ O

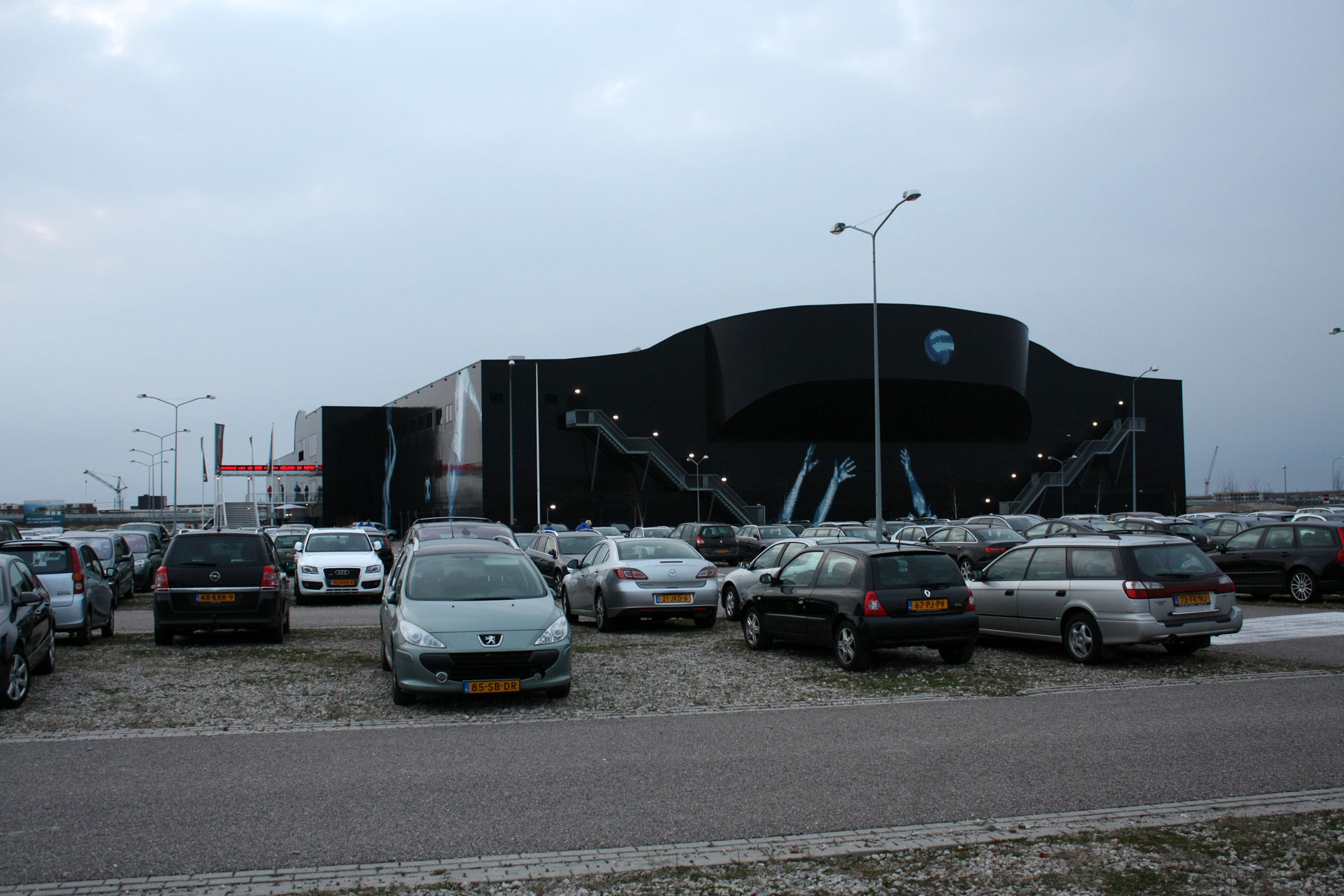
Außenansicht

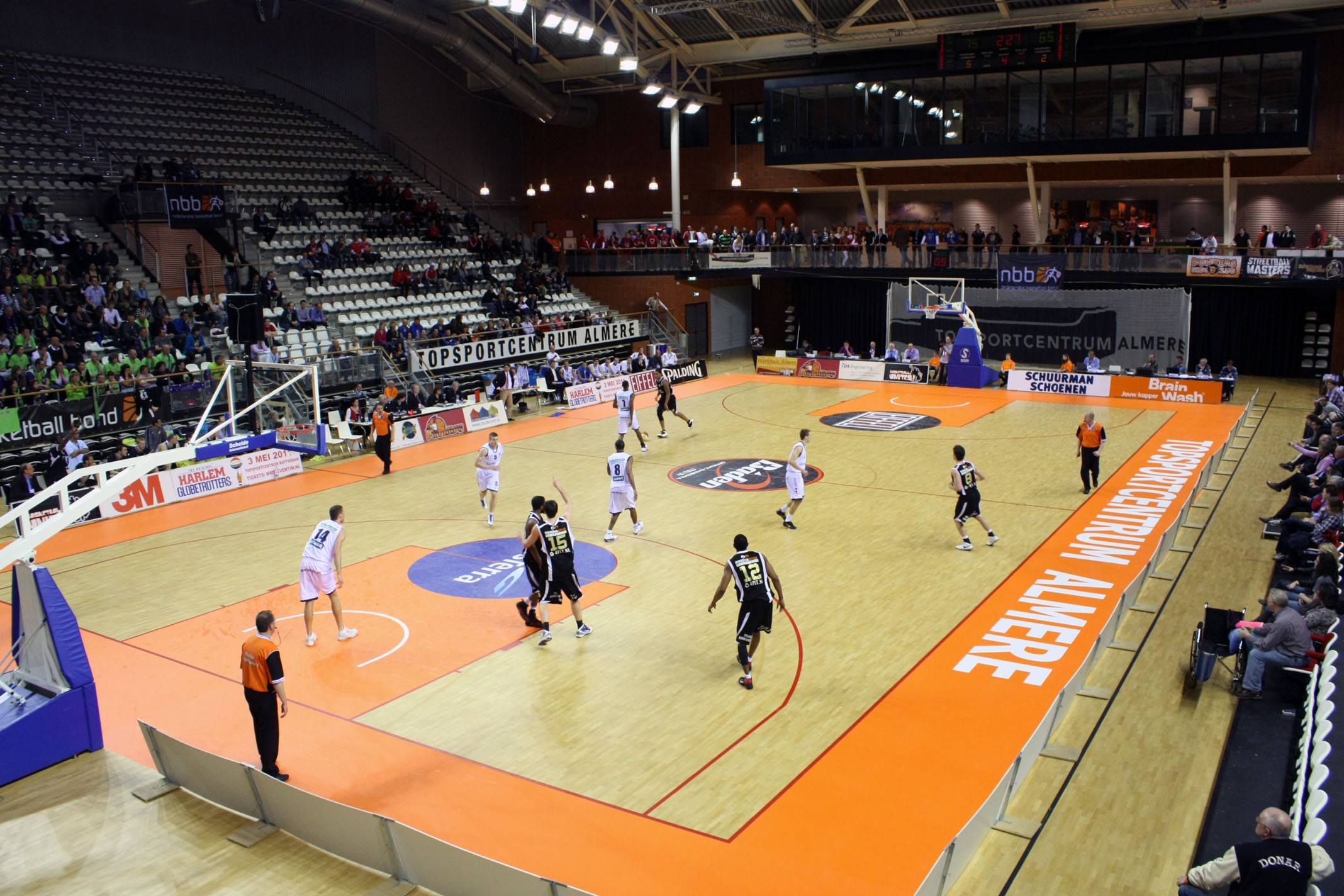
Innenansicht

Das Topsportcentrum Almere ist eine Sportarena im Stadtteil Almere Poort in Almere in den Niederlanden.

## Geschichte
Mit dem Bau des Gebäudes wurde im Sommer 2005 begonnen. Am 7. Oktober 2007 wurde die Anlage eingeweiht. Das Zentrum besteht aus zwei Hallen, der Topsporthal (28·48 m) und der Breedtesporthal (76·32 m). Die Topsporthal hat 3.015 Sitzplätze, die Breedtesporthal 300.
Hauptnutzer der Sporthallen sind der VC Omniworld (Volleyball) und die Almere Pioneers (Basketball). Die Hallen werden auch für den Schulsport genutzt.

## Sportveranstaltungen
- 2007: NBB Cup Finale
- 2008: NBB Cup Finale
- 2009: NBB Cup Finale
- 2010: NBB Cup Finale
- 2011: NBB Cup Finale
- 2012: NBB Cup Finale
- 2013: NBB Cup Finale
- 2014: Superkombat World Grand Prix IV 2014
- 2021: EuroHockey Hallen-Vereins-Meisterschaft
- 2024: Rhönrad-Weltmeisterschaft